# Szatmárnémeti Református Gimnázium
A Szatmárnémeti Református Gimnázium egyike Erdély legjelentősebb református gimnáziumainak. 450 éves fennállása alatt a környék legjelentősebb iskolája, és országosan is jelentős oktatási intézménynek számít. Olyan személyiségeket adott a magyarságnak, mint Páskándi Géza, Gellért Sándor, Ladányi Károly vagy Csűry Bálint.
1992-es újjáalakulása óta újra egyre fontosabb szerepet tölt be az erdélyi református egyházi életben (számos lelkész, teológus, vallástanár került ki véndiákjai sorából).

## Története

### Alapítása
Szatmárt és környékét bélteki Drágffy Gáspár (és felesége, somlyai Báthory Anna) reformálta, Dévai Bíró Mátyás segítségével. Még a jezsuita források (Timon) is arra utaltak, hogy már az 1520-as évek végén Szatmárnémeti is a reformált vallásra tért át. Más források ezt kétségbe vonták (hiszen alig fél évtized telt el ekkor Luther tételeinek kifüggesztése óta), és mintegy másfél évtizeddel későbbre tették az új hit megjelenését a városban.
Annyi azonban bizonyos, hogy 1545-ben már megtörtént Erdődön az első magyar protestáns egyetemes zsinat. Ekkor még (többek közt Dévai Bíró Mátyás hatására) a Luther és Kálvin között elhelyezkedő Mellanchton-féle konfessziót fogadták el, ezért még nem beszélhetünk elkülönülő kálvinizmusról és evangélikusságról. Méliusz Juhász Péter az első, aki határozott kálvini utat jelölt ki, következésképp a hatvanas évek második felében vált el élesebben a két irányzat. Az ennél közelebbi információkat tartalmazó anyagok részint tűzvészek, részint a kuruc-labanc háborúskodások során semmisültek meg. Tartalmukat nem, csak megsemmisülésük körülményeit ismerjük.
Noha biztosra vehető, hogy az iskola egyidős a protestantizmus megjelenésével a városban, alapításának pontos évszámát nem tudjuk. Ennek oka egyrészt a fenti bizonytalanság (a források megoszlanak a húszas évek vége és a harmincas évek között), továbbá kérdés, hogy az iskola alapítását attól számítjuk-e, hogy kálvini protestánssá vált (ennek pontos dátuma nem ismert), vagy az első protestáns (erdődi) zsinattól (1545. szeptember 20.), amikor már elfogadott közös, de még nem kimondottan kálvini hitvallása volt az egyháznak, vagy még korábbról, amikor az új hit (és vele az első protestáns schola) megjelent, Dévai Bíró Mátyás reformálása nyomán.
Az iskola végül is, a korábbi évfordulókat is figyelembe vevő konvenció szerint – a négyszáz éves évfordulót ugyanis 1957-ben ünnepelték -, 2007-ben ünnepelte meg fennállásának 450 éves évfordulóját, noha ennél minden valószínűség szerint régebbi lehet az intézményes protestáns oktatás a városban, hiszen Johannes Satmarius Ung (az első végzett diák, akiről megbízható adat maradt fenn) 1548. augusztus 18-án már Wittenbergben tanult tovább.

### A 16. században
Az iskola már a 16. században a jelentősebb protestáns intézmények közé tartozhatott – erre utalnak azok a nevek, amelyek nyugati egyetemektől maradtak ránk már ebben a században. A század végén már két debreceni református lelkész-professzorról is tudunk, aki Szatmárnémetibe jött tanítani: Tarack János (1594) és Szegedi Lőrinc (1597).

### A 17. században

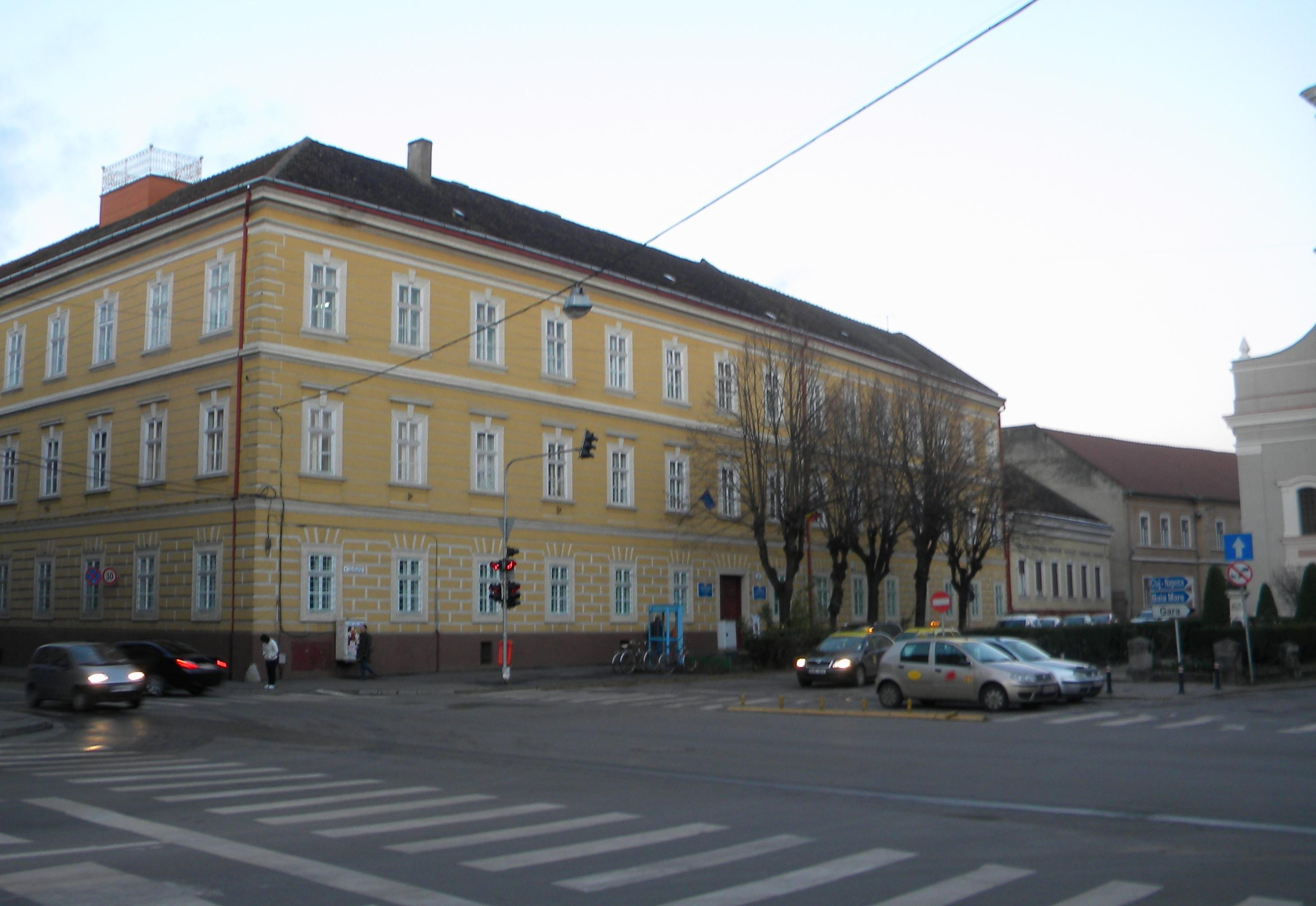
A főépület az 1608-ban vásárolt telken

Az 1607-ben Szatmárba kerülő Milotai Nyilas István az, aki a város lelkészeként, később espereseként, végül püspökeként (innen irányította a tiszántúli egyházkerületet), rendezte az iskola működését, intézményi kereteit, mint középfokú iskoláét. 1608-ban vásárolták meg az iskola számára azt a telket, melyen a Református Főgimnázium (Református Fiúgimnázium) az 1948-as államosításig – az idők során folyamatosan bővített épületben – működött. 1610 és 1662 között 1278 diák végzett az intézményben (a Királyhágómelléki Református Egyházkerület levéltárában őrzött Matrikula szerint). A fejedelemség – és különösen Bethlen Gábor fejedelemsége – idején élte a Szatmárnémeti Református Gimnázium a virágkorát.
Számos támogatóra lelt: maga a fejedelem is adományozott 1200 arany forintot az intézménynek, melyből a későbbi híres könyvtárának alapjait rakták le. 1622-ből ismerjük Kádas Péterné Császár Anna 1000 forintos hagyatékát is az iskola javára. Ugyanebből a századból további külföldi egyetemen továbbtanuló diákok neve maradt ránk. Az iskola is ez alatt az idő alatt vált főiskolává.
Azzal, hogy Szatmár II. Rákóczi György után újra magyar királyi kézre került, megkezdődött a gimnázium üldöztetésének korszaka. A rekatolizáció (ellenreformáció) jegyében a Szatmárnémeti Református Gimnáziumnak is kijutott az üldöztetésből, akárcsak az egyház egészének. Berencz falut, mely a gimnázium uradalma volt nyolc évig (Rhédei Ferenc adományából) ekkor vették el az iskolától. A későbbi helyesbítő pozsonyi bírósági döntés ellenére sosem került vissza az intézmény tulajdonába. Az iskola diákjainak egy részét lemészárolták a labancok (1672), az iskola egyik tanárát, Otrokocsi Fóris Ferencet pedig 1674-ben gályarabságra ítélte az inkvizíció.
Az, hogy egyáltalán fennmaradhatott az intézmény, olyan bőkezű adományozóknak köszönhető, mint Kemény Jánosné Lónyai Anna fejedelemasszony, vagy Nagy Sámuel.

### A 18. században
A század egy tragédiával kezdődött az iskola számára is: 1703-ban az egész város, így az iskola is teljesen leégett, és csak 1707-ben vált újra használhatóvá az épület. 1703. szeptember 28-án a labancok Szatmárt, a kurucok pedig Németit gyújtották fel. Ekkor semmisültek meg a gimnázium összeírásai, iratai, mivel a menekülőket kirabolták. A könyveket a fejedelem később visszajuttatta az iskolának, de a dokumentumok megsemmisültek. 1749-ben (Szatmár és Németi korábbi egyesülése folytán) egyesült a gimnázium a Németi Református Gimnáziummal. A század közepétől újabb csapások érték az iskolát: a jezsuiták hatására megvonták a tanárok és papok közpénzből történő fizetését. Ekkor is adományok mentették meg az iskolát.
1749-től az ellenreformáció szellemében elkezdték megszüntetni a református iskolákat a királyi Magyarországon. Megszűnt a győri evangélikus és református gimnázium, 1752-ben pedig elüldözték a pápai gimnáziumot is.
Ennek a "hadjáratnak" a részeként 1754-ben lefokozták az iskolát két osztályos grammatikai (al)gimnáziummá. Nem oktathattak teológiát, poétikát, holt nyelveket. Minden tiltás ellenére ahol lehetett, megszegték az ez irányú korlátozásokat. A protestáns többségű városvezetés küzdött az iskoláért, de újra és újra elutasító választ kaptak. Eger püspöke nyíltan ki is fejtette levelében, hogy a korlátozások valódi oka nem a pénzhiány, hanem abbéli királyi és egyházi szándék, hogy "Kegyelmeteket lassan-lassan az igaz katolikus hitre térítsük" (idézi Bara Csaba, i.m.).

### A 19. században
A század első évtizedében újra erősödni kezdett az iskola, mivel a városatyák elérték, hogy az egyházpártolást kiterjesszék a reformátusokra, és ekkor vált érezhetővé a türelmi rendelet hatása is. Az iskola folyamatosan fejlődött, előbb három, majd újra hat osztályossá vált.
1813 és 1822 között megépült az első kőépület a régi telken (egyelőre csak egy emelettel). Ez tekinthető a ma is álló épület elődjének (később még egy emeletet húztak rá). A század közepén (épp az 1848-1849 utáni megtorlás időszakában) újabb csapások érték: elveszítette felsőbb osztályait, és algimnáziumként is megvonták nyilvánossági jogát (csak magániskolaként működhetett 1859-ig, amikor újra visszanyerte azt). Ebben az időszakban is az adományok mentették meg az iskolát.
1858-ban megalapították az iskola múzeumát, 1867 és 69 között létrejött a nőnevelde. 1890-től főgimnázium lett az intézmény.
1892-ben megépült a második emelet is, Szikszay Lajos tervei nyomán (ezzel az épület elnyerte mai formáját).
Az új emeleten kapott helyet az egyházmegye tanácsterme is, mely a város jelentős nevezetességének számított (ma tanári szobaként használatos). Falfestményeit Bartók Lajos készítette, a reformáció nagy alakjait, eseményeit örökítették meg (többek között a szatmári zsinatot, Luther Mártont, Kálvin Jánost, Károli Gáspárt).

### A 20. század első felében

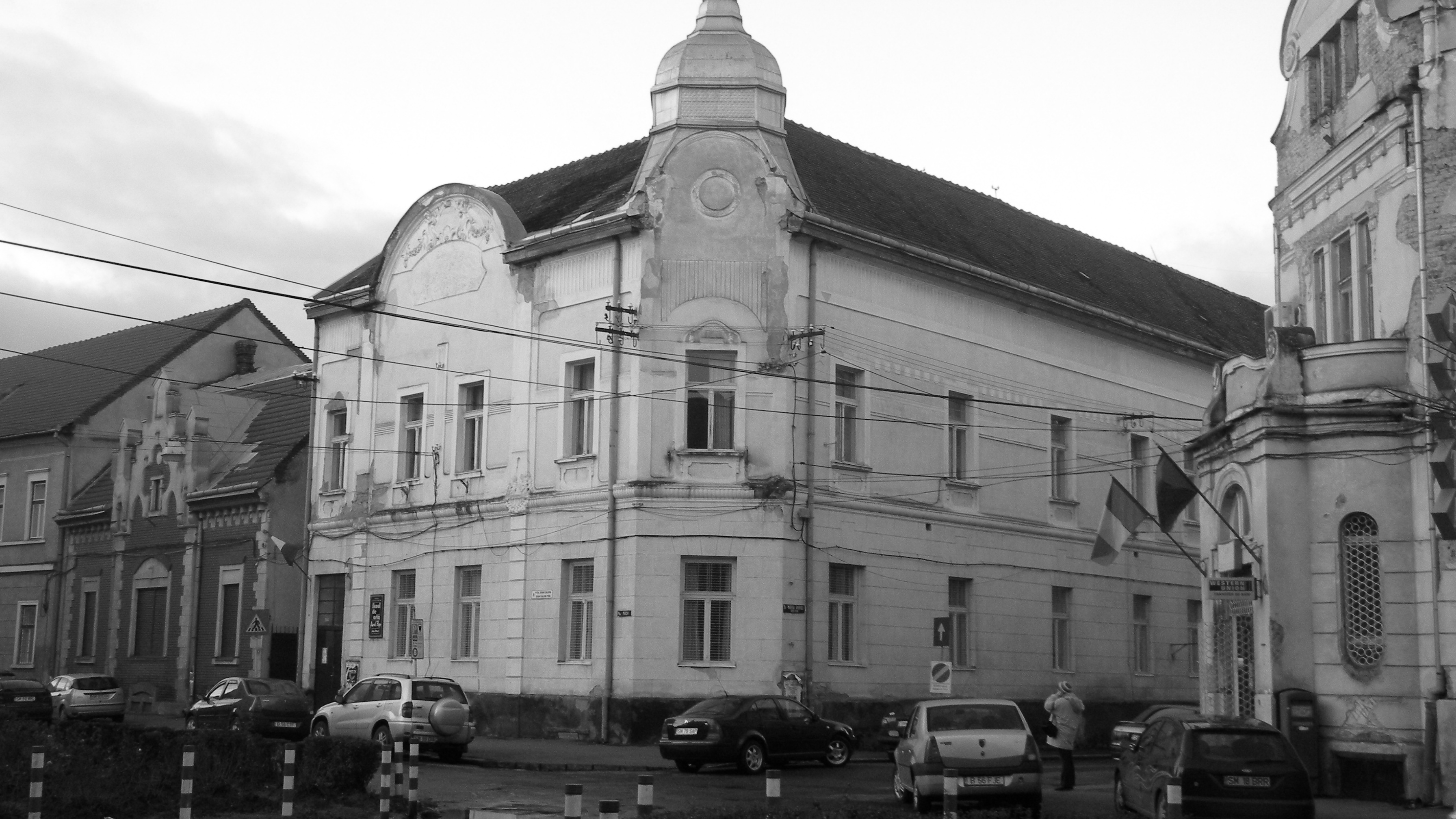
A leányiskola és tanítóképző épülete (jelenleg az Aurel Popp Művészeti Líceum bérli)

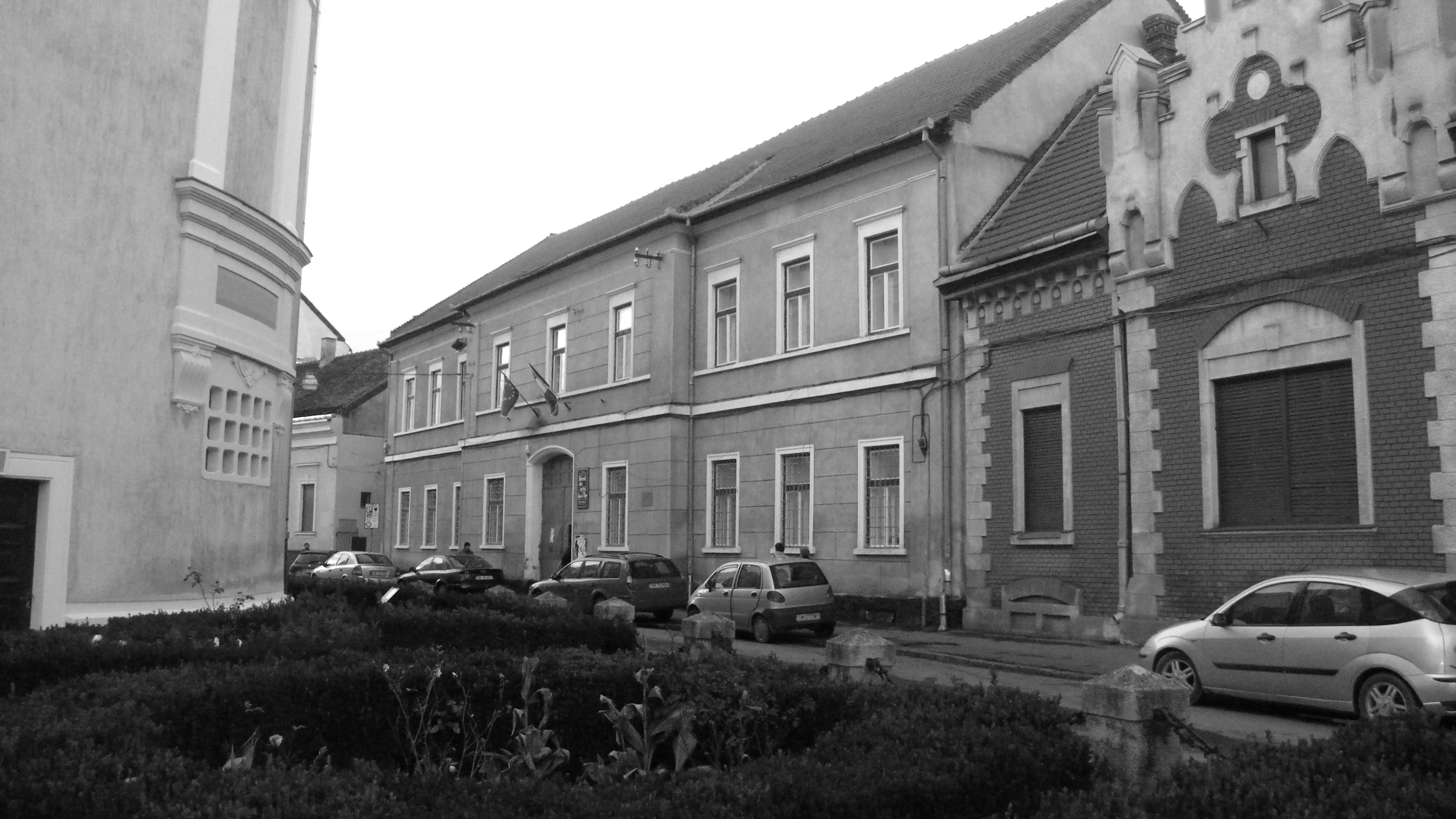
A leányinternátus épülete

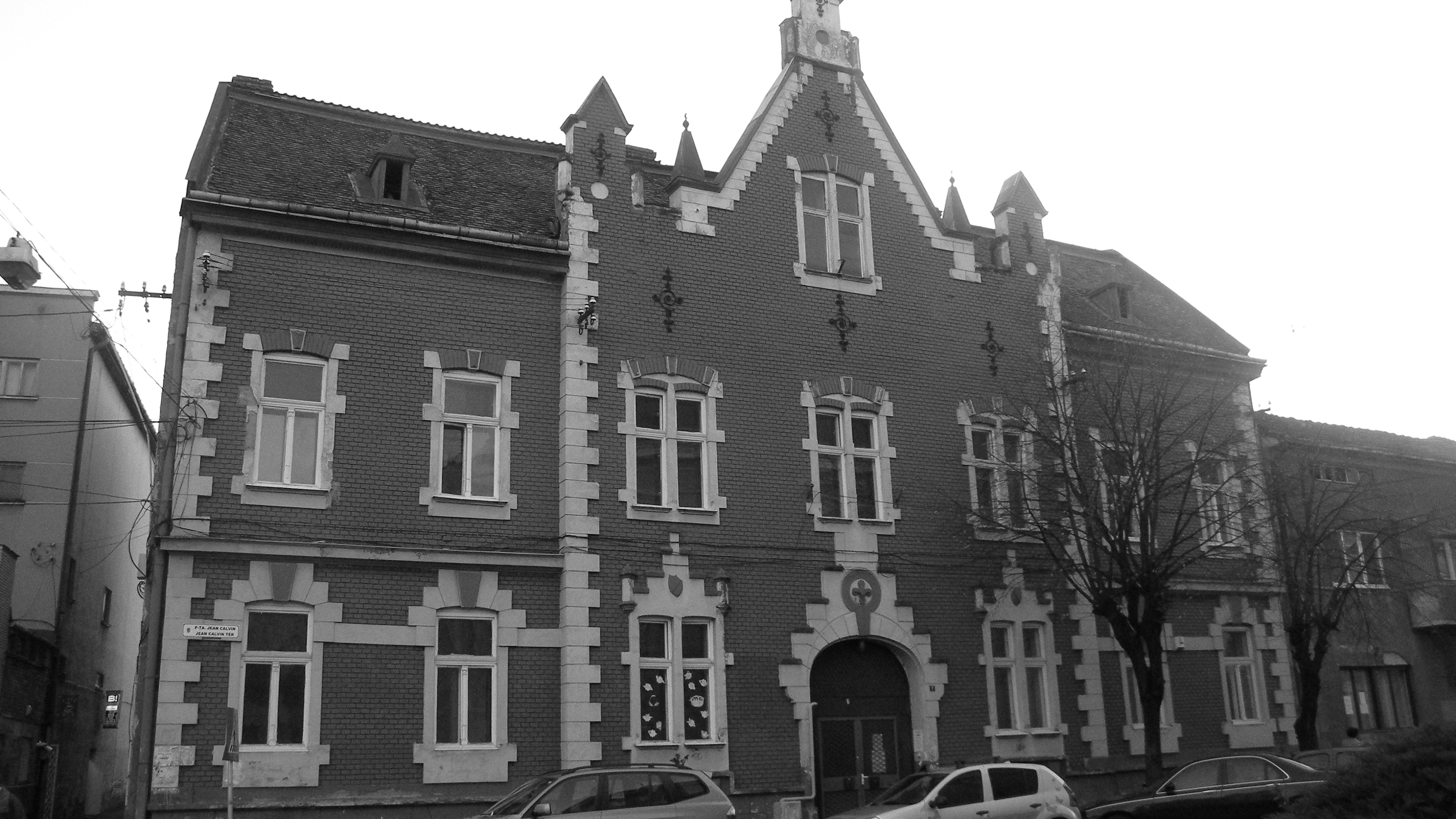
A "Pirostéglás Iskola"

1903-ban megnyílt a Szatmárnémeti Református Tanítóképző a gimnáziumon belül (a felsőbb leányiskola kiegészítőjeként). 1916-ban a felsőbb leányiskolán belül beindult a Református Kereskedelmi Felsőiskola. A trianoni békeszerződés után újabb nehézségek elé nézett az intézmény. Többször is a megszűnés szélére sodródott. 1924-ben immár másodjára vonták meg nyilvánossági jogát, és vált magániskolává (miniszteri rendelettel). 1928-ban három osztályos algimnáziummá fokozták le, és drasztikusan lecsökkent a diáklétszám (állami hatósági nyomásra). A negyedik osztály mindössze hat tanulóval indult el. Ligeti Imre igazgató áldozatos munkája mentette meg az iskolát. A hatóságokkal is szembeszállva elérte, hogy magániskolaként is újra az ország legnagyobb diáklétszámú iskolájává váljon a harmincas évek elejére.
Bár folyamatos akadályoztatásnak voltak kitéve (1936-ban például minden diákot megbuktattak az érettségin, elégtelen romántudásuk miatt, egy évvel később pedig állami iskolákba íratni kötelezték az állami alkalmazottak gyermekeit), mégis több mint 200 tanuló iratkozott a Református Gimnáziumba. A negyvenes évek elején már 233 a diáklétszám. Noha a második bécsi döntés újra Magyarországhoz csatolta Szatmárt, a nagyívű fejlődés elmaradt a háború következtében. 1945-től a gimnázium újra fejlődésnek indult, de csupán három éve maradt:
1948. augusztus 3-án törvény született az iskolák államosításáról. Az intézményt megszüntették, igazgatóját leváltották és eltávolították, tanárainak egy részét és diákjait a gimnázium egyik épületében létrehozott magyar nyelvű állami, világi iskola vette át. Egyetlen éjszaka alatt folyt le az átadás. Kakassy igazgatótól éjjel 2 órakor Buzás Imre átvette a gimnázium kulcsait, közölte vele menesztését és az intézmény megszűnését, javainak elállamosítását.

### A 43 év kényszerszünet alatt
Az államosítás során minden egyházi iskolát megszüntettek Szatmárnémetiben, épületeikben egyetlen kivétellel román, vagy – legjobb esetben – két tagozatos iskolák jöttek létre. A Szatmárnémeti Református Gimnázium négy épületét három állami, világi iskola között osztották szét:
- A Szatmárnémeti Református Gimnázium főépületében (a Református Fiúgimnázium épületében) hozták létre az egyetlen magyar középiskolát, mely Kölcsey Ferenc Líceum, 1-5. Számú Ipari Líceum, Magyar Líceum, Kölcsey Ferenc Főgimnázium nevek alatt működik a mai napig, és amely egyedüliként kellett pótolja a város összes megszüntetett magyar intézményét. Ez az újonnan létrehozott, világi képzésű állami tanintézmény vette át a Szatmárnémeti Református Gimnázium diákságát és tanári karának egy részét is, de ide kerültek a Magyar Királyi Katolikus Gimnázium diákjai (akiket még korábban átvett a Református Gimnázium), és a két katolikus iskola diákjai is, de más magyar iskolák diákságát is ide zsúfolták be (részben vagy teljesen).
- A Református Leánylíceum két épületében kapott helyet a Művészeti Líceum.
- A Református Tanítóképző épületében hozták létre a Siketnémák Iskoláját (Speciális Iskola).

Az állami világi iskolába átkerült tanároknak megtiltották a vallásos szellemű nevelés folytatását, és fokozatosan a másodvonalba szorították őket.

### Az újjáalakulás előzményei
A rendszerváltást követően az egyház elhatározta, hogy igyekszik újjáalapítani egykori intézményeit. A törvények nem tették ugyan lehetővé tisztán egyházi ("konfesszionális") iskolák létrehozását, de az államnak alárendelt felekezeti iskolákét igen. Ezeknek az iskoláknak az állam a fenntartója, de felekezeti képzést biztosítanak, az egyház ellenőrzése alatt állnak.
Ebben a keretben alapították újjá Erdély néhány nagy református gimnáziumát (a vásárhelyit, kolozsvárit, nagyváradit, stb.), másokat viszont – például a nagy múltú Nagyenyedi Református Gimnáziumot – nem sikerült újjáalapítani a megfelelő diáklétszám híján.
Szatmárnémetiben hagyományosan (az épület okán is) a Kölcsey Ferenc Főgimnáziumot tekintették a Szatmárnémeti Református Gimnázium utódjának (noha jogilag sosem volt az), mivel az államosított Református Gimnáziumok diákjai és tanárai ebbe az intézménybe kerültek, itt tevékenykedtek tovább, és ez az intézmény működött az államosítást követően a Református Főgimnázium főépületében.
Az egyház – következésképp – azzal felajánlással élt az állami intézmény felé, hogy alakuljon református gimnáziummá, folytatva a 43 évre félbeszakadt hagyományt. Felajánlására elutasító választ kapott a világi intézmény vezetőitől, arra hivatkozva, hogy a Kölcsey Főgimnázium a szatmárnémeti világi oktatás hagyományának továbbvivőjeként határozta meg önmagát, és a város összmagyarságát képviseli, felekezeti hovatartozástól függetlenül.
Ekkor született döntés egy másik, önálló intézmény létrehozásáról, mely a Szatmárnémeti Református Gimnázium szellemében oktatna, azonos név alatt.

### Újjáalakulása

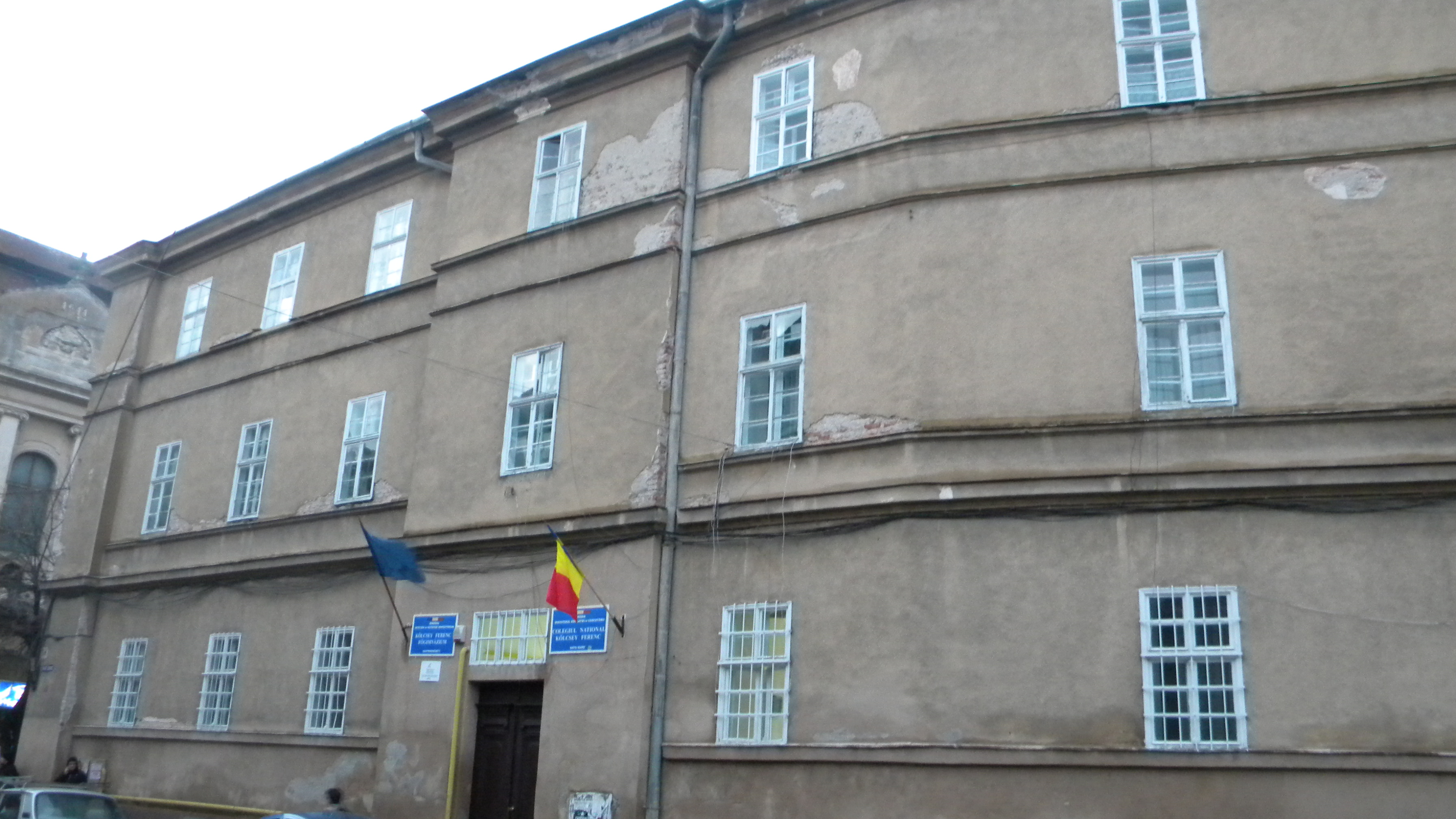
A Szatmári Irgalmas Nővérek egykori zárdája tíz éven át adott otthont a Szatmárnémeti Református Gimnáziumnak (1995-2005) – ma a Kölcsey Ferenc Főgimnázium épülete

1991. július 2-án megalakult a tantestület, szeptember 15-én pedig lezajlott az évnyitó a Láncos Templomban. A Szatmárnémeti Református Gimnázium az ősi alma materében alakulhatott újjá, mely ekkor még mindig állami tulajdon volt, és a világi iskola használta. Nehéz körülmények között, az épület alagsorában, délutáni képzésben, mindössze 54 tanulóval indult meg a képzés.

## Igazgatók

### A főgimnázium igazgatói a 48-as államosításig
- 1875-1898 – Szathmáry Sámuel, református lelkész és tanár (természettudományok), a Szatmárnémeti Református Gimnázium és a Debreceni Református Teológia elvégzése után visszatért a gimnáziumba, előbb mint ideiglenes tanár, majd 26 éven át tanára és 23 évig volt igazgatója az intézménynek.
- Bod Sándor (?)
- 1898-1906 – Borsos Benő, magyar-, latin- és görögtanár, publicista. A Kolozsvári Református Kollégium és a Ferencz József Tudományegyetem elvégzése után került a gimnáziumhoz, alig egy év tanári munka után, 29 évesen lett a gimnázium igazgatója.
- 1907-1927 – Bakcsy Gergely, székely kisnemesi családból származó magyar- és latintanár. Kolozsvári középiskolai és egyetemi tanulmányai végeztével 1890-től volt tanára, majd Borsos Benő korai halála után igazgatója a gimnáziumnak.
- 1927-1929 – Dr. Hantz Jenő, magyartanár, publicista. Kolozsváron, szülővárosában végezte tanulmányait, egy évig itt volt egyetemi segédtanár. 1888-ban doktori címet szerzett Budapesten A humor és Arany János humora című disszertációjával. Tíz éven keresztül a Szamos napilap főszerkesztője, két évig a Szatmárnémeti Református Gimnázium igazgatója volt. 37 éven át tanított az intézményben.
- Pajzos Bálint, lelkész és természettudós. A gimnázium természetrajz és vegytan tanára, aligazgatója, majd rövid ideig igazgatója is volt (a negyvenes évek közepén).
- 1930-1947 – Ligeti Imre, nagykárolyi születésű bölcsész. Nagykárolyi, debreceni, kolozsvári és budapesti tanulmányai után került a gimnáziumhoz, mint latin- és filozófiatanár. 1920-ban felfüggesztették, mivel nem volt hajlandó a román államra letenni esküjét, és csak hét év szünet után térhetett vissza a gimnázium tanári karába. Tagja volt a Kölcsey Körnek, a Széchenyi Társaságnak, szerkesztette a Máramarosi Újságot, a Pásztor című református lapot, publikált a Szamos napilapban is. A legnehezebb időkben vállalta az iskola igazgatását, melyért kész volt a hatalommal is szembeszállni. 1940-től a bécsi döntésig börtönben is volt (azért tartóztatták le, mert az iskola múzeumában régi fegyvereket, szalagokat, kokárdákat és egy nemzeti zászlót is kiállíttatott). Szinte két évtizedig állt az iskola élén, melynek emblematikus alakjává vált.
- 1947-1948 – Dr. Kakassy János, Maros megyei születésű bölcsész. Kolozsváron végezte egyetemi tanulmányait, román-magyar szakon szerzett diplomát, majd Franciaországban tanult tovább. 1934-től volt a Szatmárnémeti Református Gimnázium tanára (előbb francia- majd román- és magyartanár). Doktorátust 1946-ban szerzett, Reményik Sándorról írt disszertációjával (Reményik Sándor élete és költészete). Csupán egy évig állhatott a gimnázium élén. 1948-ban az iskolát államosították. Kakassy Jánost éjjel 2 órakor álmából zavarták fel a hatóságok, közölték vele leváltását és az intézmény megszüntetését, javainak elállamosítását, egyben a tanári karból való eltávolítását is. Ezt követően különböző általános és középiskolákban tanított nyugdíjazásáig, folyamatos zaklatások és politikai okokból történő ideiglenes felfüggesztések közepette.

### A Református Tanítóképző és Leánygimnázium igazgatói az államosításig
- 1903-1909 / 1903-1929 – Demjén Sándorné Molnár Ilona. A református leánynevelés és pedagógusképzés jeles alakja, 1903-tól igazgatta a Református Leánygimnáziumot és a Református Tanítóképzőt. Előbbinek 1929-ig maradt az élén, míg a Tanítóképző igazgatását 1909-ben Poszvék Irénnek adta át. A tanítóképző átmeneti megszüntetése, majd újjáalakítása után egy évig (1941-1942) újra ő igazgatta, ő szervezte újjá. Pedagógiai munkája mellett remek vezető és szervező volt, ő volt a város polgári leányiskolájának is az alapító igazgatója.
- 1909-1921 – Poszvék Irén. Amikor – a Szatmárnémeti Református Gimnázium Leánynevelő Intézetén belül – 1909-ben különválasztották a Tanítóképzőt és a Leánygimnáziumot, előbbinek az élére őt választották meg igazgatónak. A tanítóképző az ő igazgatása alatt érte el virágkorát, és még a háború nehéz körülményei között is fejlődni tudott.
- 1921-1922 – László János. Egyéves igazgatása alatt a Tanítóképző megmentéséért küzdött. A román állami szervek a diákok elégtelen román nyelvtudása miatt már ekkor többször megkísérelték bezáratni az intézményt.
- 1922-1924 – Bánhidi Antalné Nagy Teréz. Elszántan küzdött a tanítóképző megtartásáért – de sikertelenül. 1924-ben két évtizedre bezárták a Református Tanítóképzőt, csak a Református Leánygimnázium működhetett tovább.
- 1941-1942 – Demjén Sándorné Molnár Ilona alapította újjá az intézmény tanítóképzőjét.
- 1942-1943(?) – Vitéz Békésy István, jelentősen felújíttatta az épületeket.
- 1944-1945 – Horváth István
- 1946- 1948 – Dr. Jeszenszky Árpádné Viorica, a nagy hírű székelyudvarhelyi tanítóképzőből került a szatmári Református Tanítóképző élére, melyet az államosításig igazgatott. Ő volt a tanítóképző és a leánygimnázium utolsó igazgatója, mivel ez irányú képzést az újjáalakulás óta már nem biztosított az intézmény.
- 1948-tól felszámolták a Szatmárnémeti Református Gimnáziumot, javait államosították, és három új állami iskola közt osztották szét.

### A gimnázium igazgatói az újjáalakulás után
- 1992-1995 – Szabó Terézia, kémia szakos tanár, az iskola újkori alapító-igazgatója, tanára, majd – nyugdíjazása óta – könyvtárnoka.
- 1995-től Szilágyi Éva, magyar-francia szakos tanár, a gimnázium egyik alapítója, a református esti iskola és az általános iskolai osztályok (V-VIII.) elindítója (korábban nagyváradi és szatmári világi iskolákban tanított). Zsinati tag, presbiter, a Sapientia Erdélyi Magyar Tudományegyetem kurátora, kuratóriumi titkára. Igazgatói és magyartanári tevékenységéért Makkai Sándor-díjjal és Szent-Györgyi Albert-emlékdíjjal tüntették ki. Igazgatása alatt gyors fejlődésnek indult az iskola, visszaszerezte két korábbi épületét, 2010-ben pedig az ősi alma matert is.

## További jeles tanáregyéniségek

### Az államosítás előtti nagy tanáregyéniségek
- Mátray Lajos 1889-től volt a főgimnázium tanára. Író, költő, drámaíró, közéleti személyiség volt. A szatmári színház első bemutatóján is az ő színdarabját játszották. Szatmári évei alatt lapot is alapított, Szatmár-Németi címmel. Az ő indítványára jött létre a Kölcsey Kör.
- Sasi Nagy Béla (1912-1947). A gimnáziumban végzett, majd budapesti tanulmányai után ide is tért vissza tanítani. Bölcsész, tanár, szerkesztő, majd a gimnázium könyvtárnoka volt (nyugdíjazását követően). Ő írta meg először a gimnázium teljes történetét is. Elnöke volt a Kölcsey Kör Múzeumbizottságának, és jegyzője a Véndiák Egyesületnek.
- Békésy István, a 20. század első felének ismert matematikatanára volt. A gimnáziumban végzett, majd pozsonyi és budapesti tanulmányai után ide tért vissza tanítani. Később tíz évig Szeghalmon tanított, majd újra visszatért a Szatmárnémeti Református Gimnáziumba. 1942-től a Református Leánygimnáziumot is igazgatta.
- Sarkadi Sándor. Fizika-kémia szakos tanár, újságíró és képzőművész. Sokoldalú egyéniség volt. A gimnáziumi munkája mellett is alkotott. Az ő munkája a szatmárnémeti katolikus székesegyház két tornya közti attikáján álló Jézus-szobor, és az ákosi Holokauszt-emlékmű is. A város legnagyobb parkjában, a Kossuth-kertben állatkertet is létesített. Egy ideig igazgatta a város Polgári Fiúlíceumát, melybe ő hívta meg magyartanárnak Gellért Sándort, aki korábban, a Szatmárnémeti Református Gimnáziumban tanítványa is volt.
- Gecsey Jenő, a gimnázium híres testneveléstanára volt. A Református Tanítóképzőben végzett. Minden évben látványos tornabemutatókat szervezett, de vezette az iskola énekkarát is, tagja volt a Kölcsey Körnek és a Polgári Társaskörnek.
- S Nagy Béláné Farkas Heléna', történelem-földrajz szakos tanár, kollégiumigazgató volt (a leánybentlakásban).
- Bezdek István, román és német szakos tanár. A Református Gimnázium mellett a Mihai Eminescu, a Magyar Pedagógiai, a Faipari, a Magyar Líceum és a Kölcsey Ferenc Főgimnázium kötelékében is oktatott, népszerű, ám szigoráról híres tanáregyéniség volt.
- Csapó Sándor rajztanár, képzőművész, sportpilóta. Vezette a gimnázium cserkészcsapatát is. Több nyelven beszélt, tagja volt az Eszperantó Szövetségnek. Ő készítette el a város híres kórházalapítójának, Lükő Bélának a szobrát.
- Dr. Báthory Zoltán történelemtanár, ügyész.
- Ligeti László Zoltán. Ligeti Imre igazgató fiaként értelmiségi családba született, a Szatmárnémeti Református Gimnáziumban végzett, majd történelem-magyar szakos tanárként ide is tért vissza tanítani. Csupán egy évig lehetett a gimnázium tanára, annak államosításáig. Az államosítás után továbbra is taníthatott a gimnázium egykori épületében létrehozott állami világi középiskolában (mely 1-5 Ipari Líceum, Magyar Líceum, Kölcsey Ferenc Főgimnázium nevek alatt az összes megszüntetett magyar iskolát volt kénytelen egyedül pótolni). A rendszerváltást követően ő alapította meg a Véndiák Szövetséget, Szilágyi Éva (a gimnázium igazgatónője) segítségével, az ő ötletére jött létre az azóta évente megrendezett Véndiák Találkozó, mely a város magyar véndiákjainak hagyományos, ünnepélyes találkozója (ezrek érkeznek rá a világ minden részéről, főként a Kölcsey Ferenc Főgimnázium, az egykori és mai Szatmárnémeti Református Gimnázium, az egykori és mai katolikus gimnáziumok és a Pénzügyi Gimnázium végzettjei közül). Újjáalapította a Kölcsey Kört, kezdeményezte egy Kölcsey-szobor felállítását (mely meg is történt a Láncos templom kertjében), a város református diáksága számára pedig egy kollégium létrehozását álmodta meg, melynek alapkövét 1994-ben Rákóczi Kollégium néven helyezték el a Németi Templom cintermében (építése – nagy kihagyásokkal – a mai napig folyamatban van). Főgondnoka volt a Szatmárnémeti Egyházközségnek, és tagja a zsinatnak. A Királyhágómelléki Református Egyházkerület Pro Partium-díjjal tüntette ki munkásságáért.

### Az újjáalakulást követően
A gimnázium 1992-es újjáalakulását követően is számos jelentős tanáregyéniség oktatott és oktat a mai napig a gimnázium kötelékében. Többnyire ma is aktív tanerőkről van szó, akiknek pályája még kibontakozóban van. Néhány nevet azonban így is kiemelhetünk:
- A gimnázium kötelékében tanít, Szilágyi Éva igazgatón és Szabó Terézia, korábbi igazgatón kívül Boga Ferenc, a gimnázium aligazgatója, fizika szakos tanára, cserkészcsapat-vezető.
- Itt tanított Nagy-Baló Csaba, az intézmény egyik újjáalapítója, egyháztörténet és bibliaismeret tanára, ma a Hódmezővásárhelyi Református Gimnázium tanára, kollégiumának igazgatója. Keze alól több tucat későbbi lelkész, számos teológus, vallástanár, teológiai egyetemi tanár, teológiai könyvtárnok került ki.
- A gimnáziumban tanított Ádámkó István, a város római-katolikus Hám János Líceumának mai igazgatója is.

A tanárok között találunk még lelkészeket, korábbi iskolaigazgatót, és – egyre növekvő számban – már az intézményben végzett, és ide visszatérő pedagógusokat is.

## Iskolalelkészek

### Lelkészek és lelkésztanárok az államosítás előtt
- Szathmáry Sámuel (1875-1898)
- Pajzos Bálint

### Az újjáalakult gimnázium iskolalelkészei
- Korda Zoltán
- Kánya Zsolt Attila
- Ilonczai Zsombor Ferenc
- Erdei Árva István
- Varga Szilárd Csaba - jelenleg

## Híres diákok
Már a XVI. század elejétől vannak neves külföldi egyetemeken tanuló diákjai a gimnáziumnak (nevüket többnyire az illető egyetemek őrizték meg levéltáraikban):
- Johannes Satmarius Ung (1548-tól Wittenbergben tanul tovább)
- Franciscus Zakmarius (1560-tól Wittenbergben)
- Stephanus Szakmari Fabricius (1575 – Padova)
- Christophorus Madachany Zakmar Ung (1606 – Olmuc)
- Paulus Doczy, Szatmár vármegye főispánjának fia (1610 Grac)

A XIX. század végén és a XX. század első felében is (az államosításig) neves tanítványokat adott a magyarságnak:
- Csűry Bálint, nyelvész, egyetemi tanár, a bölcsészettudományok doktora. Többek között a csángó nyelvjárás kutatója.
- Ladányi Károly kvantumfizikus. Pajzos Bálint fizikatanár tanítványaként szereti meg a fizikát, majd Budapesten tanul tovább. A BME-n diplomázik, majd a Magyar Tudományos Akadémia Fizikai Kutatócsoportjának munkatársa lesz. Később dolgozott a Müncheni Max Planck Intézetben, Heisenberg mellett, majd Münchenben, Tübingenben vendégprofesszor. Végül az ELTE egyetemi tanára és az MTA Elméleti Fizikai Kutatócsoportjának tagja. 1995-ben az MTA fődíját kapta meg.
- Gellért Sándor költő, író, magyartanár.
- Páskándi Géza költő, író, drámaíró. Kitüntették a Román Írószövetség Díjával, József Attila-díjjal, a Magyar Művészetért Alapítvány Díjával, Kortárs-díjjal, Szép Ernő-díjjal. 1993-ban Kossuth-díjat kapott. Az erdélyi magyar irodalom meghatározó alakja.

### Újjáalakulását követően
Az újjáalakulás utáni Szatmári Református Gimnázium legidősebb véndiákjai is alig több mint harminc évesek. Ennek ellenére már találunk köztük egyetemi tanárt, teológiai könyvtárnokot, színművészt, több mint 35 református lelkészt (akik a Kolozsvári Protestáns Teológiai Intézetben és a Debreceni Református Teológián tanultak tovább), teológusokat, és számos tanárembert, akik közül néhányan ma már a gimnázium tanári karához tartoznak.

## Épületei
1608 előtti épület(ei)ről kevés megbízható információt tudunk.
- 1608-ban az iskola telket vásárolt (a későbbi Kölcsey utcában). Itt működött az intézmény 1948-as államosításáig, majd 1991-ben ugyanitt szerveződött újjá.
- 1703-ban az iskolaépület teljesen leégett a városban pusztító tűzvész következtében. 1707-ig nincs épülete a gimnáziumnak.
- 1707-től szintén a régi telken lévő épületben indulhatott újra a tanítás.
- 1813 és 1822 között ugyanitt megépült az iskola első kőépülete, egyelőre csak egy emelettel (ez ma is áll).
- 1892-ben Szikszay Lajos tervei alapján megépült a második emelet is a tanácsteremmel (ma tanári szoba), így az épület elnyerte végső formáját.
- A XX. század elejétől új épületek épültek, így az 1948-as államosításkor négy épülete volt a gimnáziumnak:
  - A főépület (az 1608-ban vásárolt telken).
  - A „Pirostéglás Iskola”
  - A Református Tanítóképző
  - A Református Leánygimnázium
- 1991-től újra a főépületben működött az újjáalakult gimnázium, négy éven keresztül. Az 1948-ban létrehozott Kölcsey Ferenc Főgimnáziummal osztoztak az épületen (a Református Gimnázium csak az alagsorban működhetett, délutáni képzésben). Az egyre növekvő diáklétszám rövidesen lehetetlenné tette ezek között a keretek között a további működést, így az iskolának új épületet jelölt ki a városvezetés.
- 1995-től az intézmény a Szatmári Irgalmas Nővérek 1948-ban szintén államosított zárdájának egyik szárnyát kapta meg az önkormányzattól. Az épület internátusként működött az államosítást követően, de 1995-ben már olyannyira leromlott az állapota, hogy oktatásra szinte teljesen alkalmatlanná vált (sem a higiénia sem a térkihasználása, sem az épület általános állapota nem volt kielégítő), így az iskola önerőből és adományokból tisztította meg, újította fel és rendezte be. 2005-ig ebben az épületben volt kénytelen tovább működni.

A demokratizálódó Románia 501/2001 számú, az egyházi ingatlanok visszaszolgáltatásáról szóló törvényének értelmében az egyház (de jure) visszakapta régi épületeit, ezeket azonban de facto nem vehette birtokba a tulajdonjog megszerzése utáni ötéves türelmi idő leteltéig.
2007-ben az önkormányzat felajánlotta az iskolának, hogy (egy évvel a türelmi idő lejárta előtt) beköltözhet két korábbi épületébe, helyet cserélve az Aurel Popp Művészeti Líceummal, így ezt követően az intézmény két régi épületében működött 2010-ig:
- “Pirostéglás Iskola”
- Az egykori Református Leánygimnázium

Ősi alma materéért, annak 2010-es, tényleges visszaszolgáltatásáig folyamatosan küzdött az intézmény. A visszaszolgáltatás heves vitákat váltott ki a szatmári közvéleményben.

### Az épületvita és az átadás
A régi főépületet a református egyház visszaigényelte az 1991-ben újraalakult Szatmárnémeti Református Gimnázium számára, és 2004-ben vissza is kapta azt. De facto azonban nem vehette igénybe az épületet, a törvényben előírt ötéves türelmi idő leteltéig.
A törvényben előírt türelmi idő alatt az önkormányzat nem építtetett új épületet a Kölcsey Ferenc Főgimnáziumnak, a költözés feltételei nem voltak biztosítva. Ezért az egyház újabb egy év haladékot adott az önkormányzatnak és az állami intézménynek, hogy megtalálják a megfelelő megoldást az iskola költöztetésére. Időközben felmerült a közös épülethasználat (a két iskola közösen használja az egyház valamennyi épületét), az intézményegyesítés (Kölcsey Ferenc Református Főgimnázium néven), illetve az épületcsere gondolata is, ám ezek az elképzelések – jórészt az állami iskola elutasító válaszai folytán – kivitelezhetetlennek bizonyultak. A Kölcsey Ferenc Főgimnázium egyetlen megoldást tudott elfogadni: a régi épületben való további működést, az egyháznak fizetendő bér ellenében.

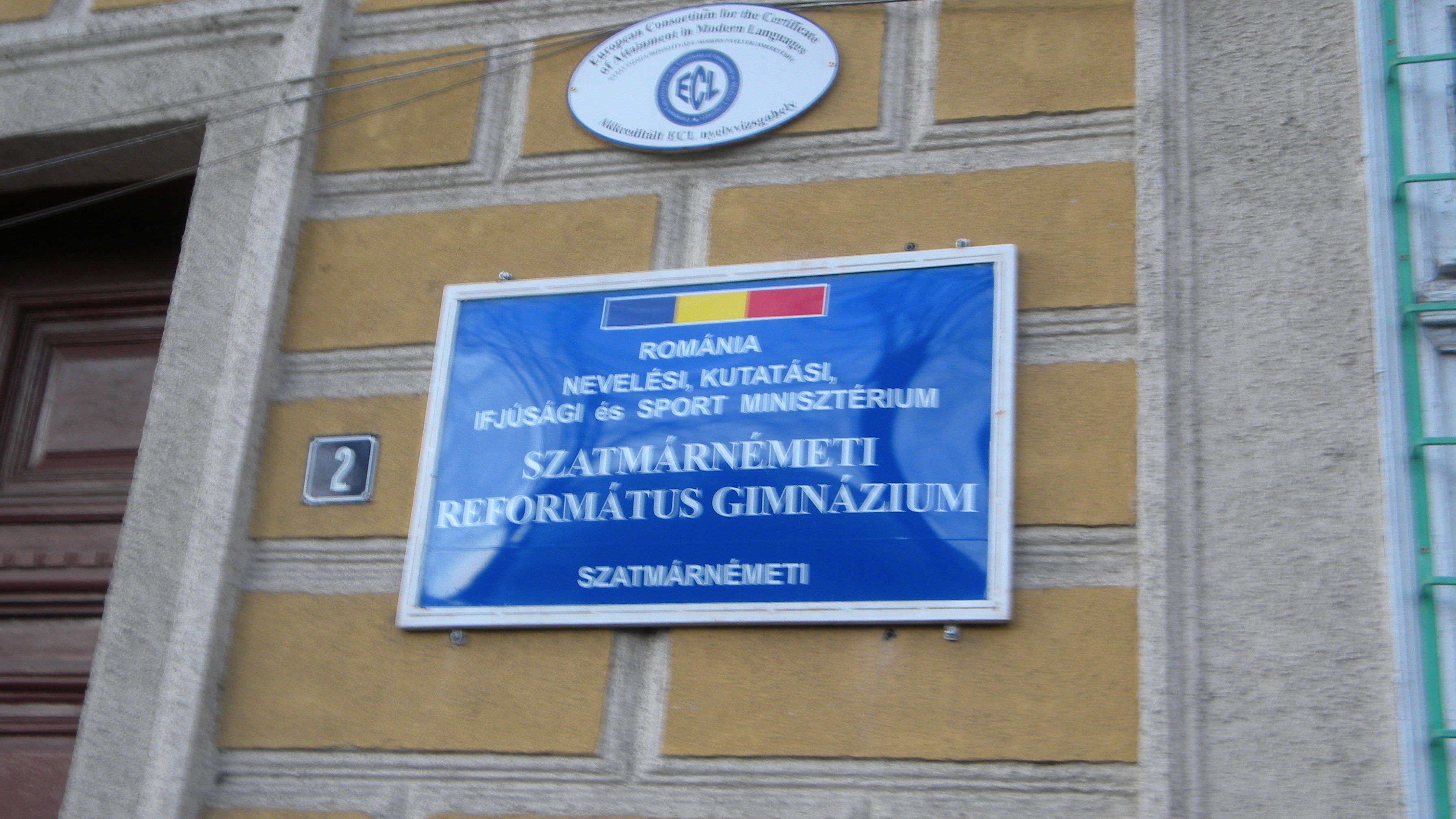
Névtábla a visszaszolgáltatott főépület bejáratánál

Az utolsó (részben nyilvános) vitára és nyílt levélváltásra az első egyéves hosszabbítás leteltével került sor Szatmárnémetiben, a Szatmári Friss Újság, az Erdon.ro, kisebb részben a Szatmári Magyar Hírlap, illetve a Szatmár.ro hasábjain és internetes fórumain.
Az egyház egy utolsó hosszabbítást ajánlott fel, de álláspontja szerint az épületet a Kölcsey Ferenc Főgimnáziumnak el kellett hagynia, legkésőbb a 2010–2011-es tanévtől, miután a törvényben előírt öt év türelmi idő, illetve a közös megállapodás szerint engedélyezett második „hosszabbítás” is letelt, az egyház pedig a református iskola számára igényelte a főépületet. A főépületért cserébe két másik egyházi ingatlant ajánlottak fel a Kölcsey Ferenc Főgimnázium számára: az egykori leányiskola és tanítóképző épületeit, biztosítva azok teljes felújítását az átadás időpontjáig. A Kölcsey Ferenc Főgimnázium ragaszkodott korábbi álláspontjához.
A levélváltások és sajtóviták hetekig elhúzódtak: Az egyház történelmi és szimbolikus okokból ragaszkodott erőszakkal államosított és jogtalanul elrabolt épületéhez, a Kölcsey Ferenc Főgimnázium viszont nagyobb diáklétszámára, kiemelkedő eredményeire és a múlt rendszerben, illetve a rendszerváltás óta napjainkig betöltött vezető szerepére hivatkozva szeretett volna maradni, akár bérleti díj ellenében is, annak érdekében, hogy zavartalanul folytathassa az oktatómunkát az eddigi helyén.
Végül a fenntartók és az egyház közötti újabb megállapodás oldotta meg a helyzetet. 2009 márciusában Szatmárnémetiben találkoztak a fenntartó önkormányzat vezetői és a református egyházi vezetők, hogy megoldják a két iskola között fennálló problémákat. A találkozón részt vett Ilyés Gyula polgármester, Kereskényi Gábor alpolgármester és Csehi Árpád megyei tanácselnök, az egyház részéről pedig Ft. Csűry István királyhágómelléki püspök, Tolnay István zsinati atya, a Királyhágómelléki református egyházkerület oktatásért felelős tanácsosa, Nt. Sipos Miklós, a Szatmári református egyházmegye esperese, valamint Korda Zoltán tiszteletes, a Szatmár-Láncos Egyházközség lelkésze. Az érintett intézmények képviseletében Szilágyi Éva, a Református Gimnázium igazgatója, Boga Ferenc aligazgató, illetve Elek Imre, a Kölcsey Ferenc Főgimnázium igazgatója volt jelen, de meghívták mindkét intézmény teljes tanári karát is a megbeszélésre.
A határozat értelmében az egyház újabb egy év haladékot adott a Kölcsey Ferenc Főgimnáziumnak, eltekintve az azonnali beköltözéstől, illetve megerősítette korábbi felajánlását arra vonatkozóan, hogy a főépületért cserébe biztosított két egyházi ingatlant felújítja, és a bérleti díj elengedésével a főgimnázium rendelkezésére bocsátja. Ígéretet tettek arra vonatkozóan is, hogy a két épület udvarát egybenyitják, a Láncos Egyházközség parókiájának kertjéből való leválasztással.
A határozatot, mely 2010 nyarát jelölte meg határidőként az átadás lebonyolítására, az önkormányzat, mint fenntartó, az egyház és a református intézmény vezetősége írta alá. A Kölcsey Főgimnázium vezetősége – fenntartóival ellentétben – nem járult hozzá aláírásával a határozathoz.
Ezt a megállapodást erősítette meg egy újabb találkozó, melyre 2009 áprilisában került sor, szintén Szatmárnémetiben, Markó Béla és Tőkés László között.
2010-ben a fentiek értelmében megtörtént az épületátadás, az időközben elmérgesedett viszonyból fakadóan azonban a Kölcsey Ferenc Főgimnázium vezetése visszautasította a felajánlott és felújított épületek birtokbavételét, és a Szatmári Irgalmas Nővérek – időközben szintén visszaszolgáltatott – épületét választotta (azt az épületet, ahol a Református Gimnázium is működött egy évtizeden keresztül). Ily módon a felújított egyházi ingatlanokba az Aurel Popp Művészeti Líceum költözött be, a Református Gimnázium pedig újra az ősi alma materben kezdte meg a 2010-2011-es tanévet.

## Jelene
Az intézmény diáklétszáma 17 év alatt megtízszereződött, jelenleg kb. 550 diák tanul az iskolában. Újjáalakulása óta sikerült visszaszereznie történelmi főépületét, saját tornateremre tett szert, újraalapította egykor híres könyvtárát, melyet folyamatosan bővít, és korszerű informatika szertárat hozott létre. Bentlakását, a Ligeti László Zoltán által megálmodott Rákóczi Kollégiumot azonban még nem sikerült felépítenie.

### Képzés
- Gimnáziumi (elemi) képzés[3]
  - Évfolyamonként egy elemi (V-VIII.) osztálya van az iskolának. Az első V. osztály a "Nyilas Misi" nevet viselte, mivel kifejezetten azon falvak diáksága számára jött létre, ahol a gyerekek nem tanulhatnak tovább anyanyelvükön, később a város diáksága számára is megnyitották a beiratkozás lehetőségét (osztályonként 30 tanulóval).
- Líceumi (középiskolai) képzés – három párhuzamos osztály (osztályonként 28 tanulóval) a következő szakokon:
  - A. osztály – filológia és idegen nyelvek szakirány
  - B. osztály – teológia (vallás és hittudomány) szak
  - C. osztály – matematika-informatika szak
- Esti iskola:
  - Az intézmény működtette a megye egyetlen magyar tannyelvű esti iskoláját (a már dolgozó tanulni vágyóknak biztosítva lehetőséget az érettségi megszerzésére), a legújabb törvényi szabályozások azonban veszélyeztetik az esti iskola jövőjét (a 2009-2010-es tanévben nem indulhatott új osztály).
- Posztliceális képzés:
  - Évfolyamonként egy osztály (28 tanulóval).
- Az iskola hivatalos ECL és ECDL központ, és a Partiumi Keresztény Egyetemmel partnerségben a posztliceális képzés mellett tanfolyamokat, továbbképzési lehetőségeket is kínál.

A tanulmányaik végeztével a következő végzettségre tehetnek szert a diákok:
- Érettségi (állami)

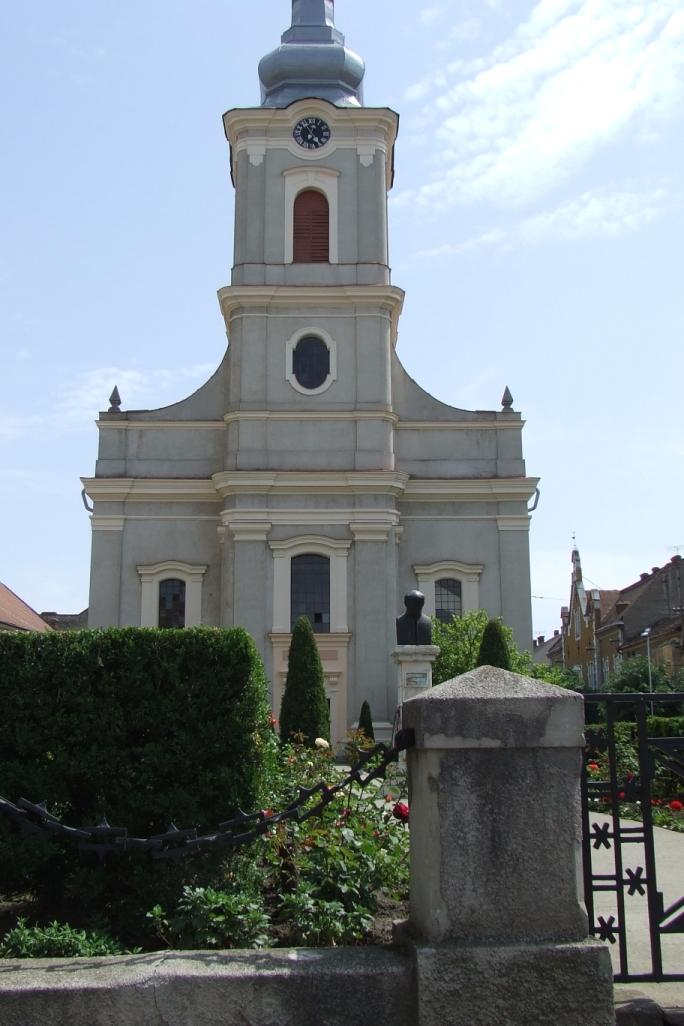
A diákistentiszteletek helyszínéül szolgáló Láncos templom

- Egyházi érettségi (kompetenciavizsga egyháztörténetből és bibliaismeretből)
- ECL nyelvvizsga
- ECDL vizsga
- különböző (pl. nyelvi) kompetenciavizsgák
- posztliceális

### Hitélet
Az iskolának saját iskolalelkésze van (jelenleg Ilonczai Zsombor Ferenc személyében), az ő vezetésével heti két kötelező diák-istentiszteletet tartanak a Láncos templomban.
Az intézmény valamennyi osztályában emelt óraszámban tanítanak hittudományi tárgyakat (elsősorban bibliaismeretet és egyháztörténetet). A teológia profilú osztályban a többi osztályhoz képest is emelt óraszámban oktatják a hit- és vallástudományi tárgyakat, a teológiai vagy vallástanárképző egyetemekre készülőknek pedig külön felkészítő képzést nyújtanak. Az iskola diákjainak lehetősége van egyházi érettségi vizsgát (egyháztörténet vagy bibliaismeret kompetenciavizsgát) tenniük tanulmányai végeztével, mely városon I-IV. elemi, vidéken V-VIII. elemi osztályokban vallástanításra is feljogosító diploma megszerzésére ad lehetőséget a diákoknak. Az iskolának saját presbitériuma (diákpresbitériuma) van, amelynek 16 választott diákpresbitere (osztályonként egy-egy választott presbiter), elnöke, jegyzője, pénztárosa és két MAKOSZ-felelős tagja van. Az iskola fontosabb rendezvényeit, eseményeit a diákpresbitérium szervezi.

### Ösztöndíjrendszer, támogatások, díjak

#### Ösztöndíjak
- Fekete – Vasudvar diákösztöndíj[5]
- Tőkés László Alapítvány – Kisvárda diákösztöndíj
- Cleveland – Amerika – diákösztöndíj
- Töndory alapítvány diákösztöndíj
- Pécsi Norbert diákösztöndíj
- Bánhidi Antal diákösztöndíj
- Erdei D. István képviselő diákösztöndíj
- Láncos egyházközség, presbitérium, nőszövetség diákösztöndíj
- Sipos Előd emlékdíj
- Identitas alapítvány diákösztöndíj

#### További díjak, diáktámogatások
- Kiwanis Klub díj[6]
- Varga Attila parlamenti képviselő díja
- Szövétnek Alapítvány díja
- Batizi András Egyesület díja
- A Nagybányai Esperesi Hivatal díja
- A Nagykárolyi Esperesi Hivatal díja
- Sipos Előd Emlékdíj
- A Szatmárnémeti Esperesi Hivatal díja
- A Kölcsey Ferenc Véndiák szövetség díja
- Csehi Árpád Szatmár Megyei Tanács elnöke
- Tövisháti egyházközség díja
- Pécsi Norbert Alapítvány díja
- Identitás Alapítvány díja
- Erdei D. István parlamenti képviselő
- EMT díja
- Pro Studium alapítvány díja
- Literart díja
- Baraprest díja
- A Láncos Egyházközösség díja
- Kónya László főtanfelügyelő-helyettes díja
- Boga Ferenc tanár úr díja
- Névtelen adományozó díja
- Névtelen pedagógus díja
- Fekete Vasudvar díja
- Tondory díja

### Események, rendezvények
A diákpresbitérium és a tanári kar közös szervezésében a következő rendezvényeket szervezi meg évente a gimnázium:
- szeptember – Tanévnyitó ünnepség (közös évnyitó Zilahon)
- október – Reformáció emlékünnepe
- november – Gólyabál
- december – Adventváró délután és börze
- február – Farsang
- április – Szalagtűző
- május – Csendesnap
- június – Ballagás, évzáró

### Az épületvitáról
- Maradni akar a Főgimnázium. Erdély Online, 2008. szeptember 10.
- Költözik a Kölcsey Ferenc Főgimnázium? Erdély Online, 2008. szeptember 16.
- Megoszlanak a vélemények. Erdély Online, 2008. szeptember 17.
- Kölcsey: aláírták az épületcseréről szóló ütemtervet.[halott link] Erdély Online, 2009. március 30.
- Kölcsey: költözés két részletben? Erdély Online, 2010. február 22.
- Egy év haladék a Kölcseynek[halott link] Erdély Online, 2010. április 15.